# Marcus Worren
Marcus Worren (ur. 8 listopada 2001) – norweski zapaśnik walczący w stylu klasycznym. Zajął 24. miejsce na mistrzostwach świata w 2021. Wicemistrz nordycki w 2021. Trzeci na ME juniorów w 2021 roku.
Wicemistrz Norwegii w 2020 roku.